# アレクセイ・ワゴフ
アレクセイ・ワゴフ（1905年 - 1971年）は、キルギス・ソビエト社会主義共和国の政治家、ソ連共産党員。
1938年2月20日～1945年7月、キルギス共産党中央委員会第一書記。
レーニン勲章を受章。